# 何思朗
何思朗（英語：Ho Sze Long Aaron；1995年6月23日— ），香港男子劍擊運動員。

## 簡歷
何於中學時期轉打佩劍，於16歲成為全職運動員

### 黑牌事件
何於2017年一場本地公開賽中，怒擲面罩，獲判黑牌，被禁止參加國際及本地賽兩個月。由於兩個月內沒有在任何比賽得分，因此本地排名遭李泽峰追過，無緣出戰雅加達亞運。

### 最高排名[2][3]
| 地區 | 年份      | 排名 | 組別 |
| ---- | --------- | ---- | ---- |
| 國際 | 2022/2023 | 52   | S    |
| 香港 | 2021      | 1    | S    |

### 獲港大以「頂尖運動員入學計畫」錄取
2023年2月21日，香港大學以「頂尖運動員入學計畫」錄取何思朗。他在訪問中表示將會就讀工商管理學學士，為退役後開設劍擊館作準備。

## 軼事
何思朗於2023年的劍擊大獎賽突尼西亞站擊敗曾獲得奧運佩劍金牌的韩国名將金政焕，後在突尼西亞大獎賽打入16強，創下其世界排名新高。

## 外部連結
1. 1 2  葉詩敏. . 香港01. 2021-12-06  [2021-12-10]. （原始内容存档于2022-01-24） （中文（香港））.
2. ↑  . INTERNATIONAL FENCING FEDERATION - The International Fencing Federation official website.   [2021-12-10].
3. ↑   (PDF). 香港劍擊總會 HKFA.   [2021-12-10]. （原始内容 (pdf)存档于2021-12-10） （中文（香港）及英语）.
4. 1 2  . on.cc東網. 2023-02-21  [2023-02-21]. （原始内容存档于2023-02-22） （中文（香港））.
5. ↑  趙子晉. . 香港01. 2023-01-17  [2023-02-08]. （原始内容存档于2023-02-08） （中文（香港））.